# خورشیدگرفتگی ۲۵ نوامبر ۲۰۴۹
خورشیدگرفتگی ۲۵ نوامبر ۲۰۴۹ (به انگلیسی: Solar eclipse of November 25, 2049) یک خورشیدگرفتگی از نوع خورشیدگرفتگی مرکب است. این خورشیدگرفتگی در تاریخ ۲۵ نوامبر ۲۰۴۹ میلادی (‎۵ آذر ۱۴۲۸ خورشیدی) روی خواهد داد که زمان اوج آن، ساعت ۵:۳۳:۴۸ به‌وقت ساعت هماهنگ جهانی است. مدت زمان و طول این خورشیدگرفتگی ۰ دقیقه و ۳۸ ثانیه خواهد بود.